# Aeroportul South West Bay
Aeroportul South West Bay (IATA: SWJ, ICAO: NVSX) este un aeroport din Vanuatu.
Situat la o altitudine de 16 m, aeroportul dispune de o singură pistă.